# 金指站

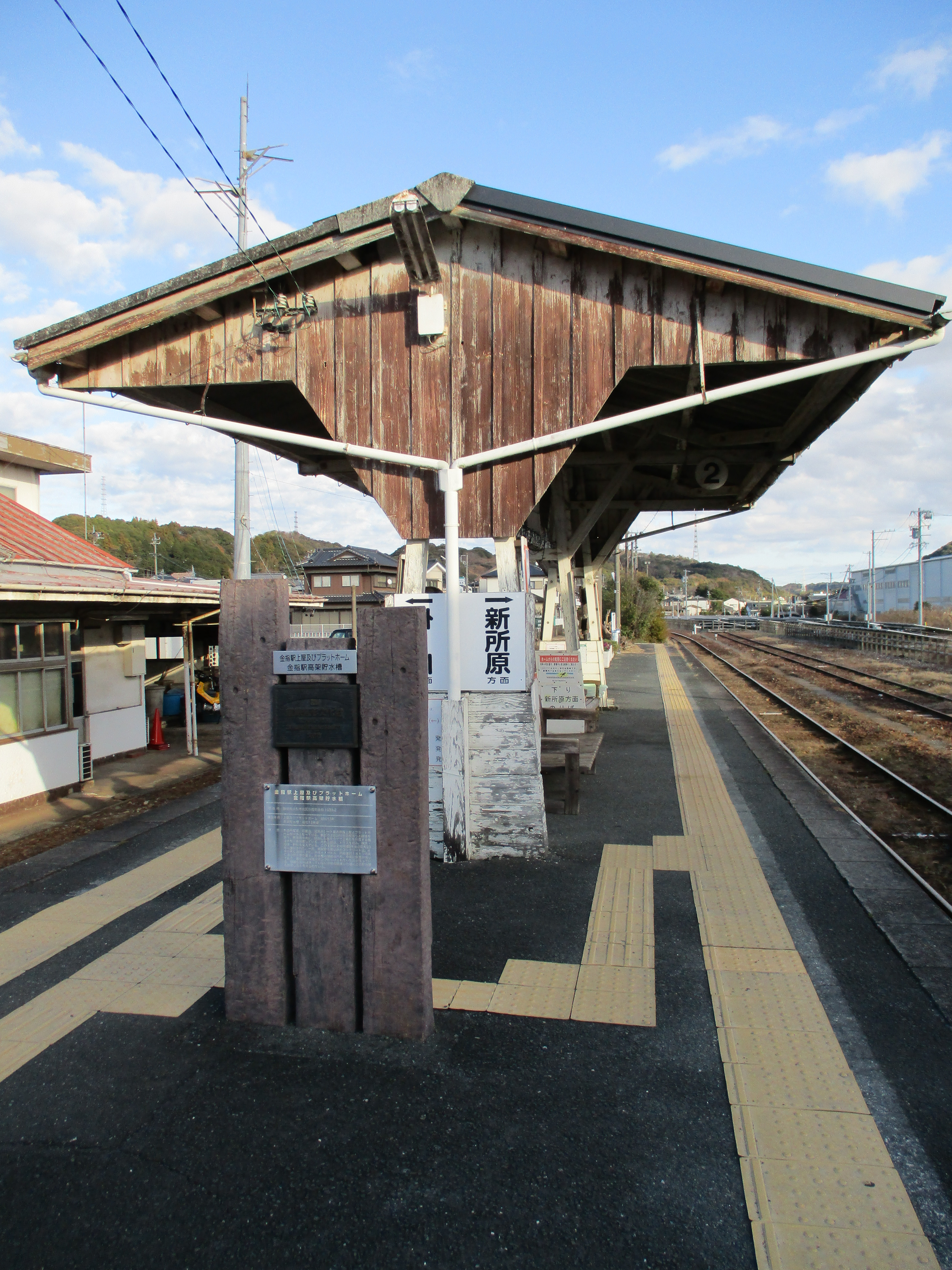
月台(2024年1月)

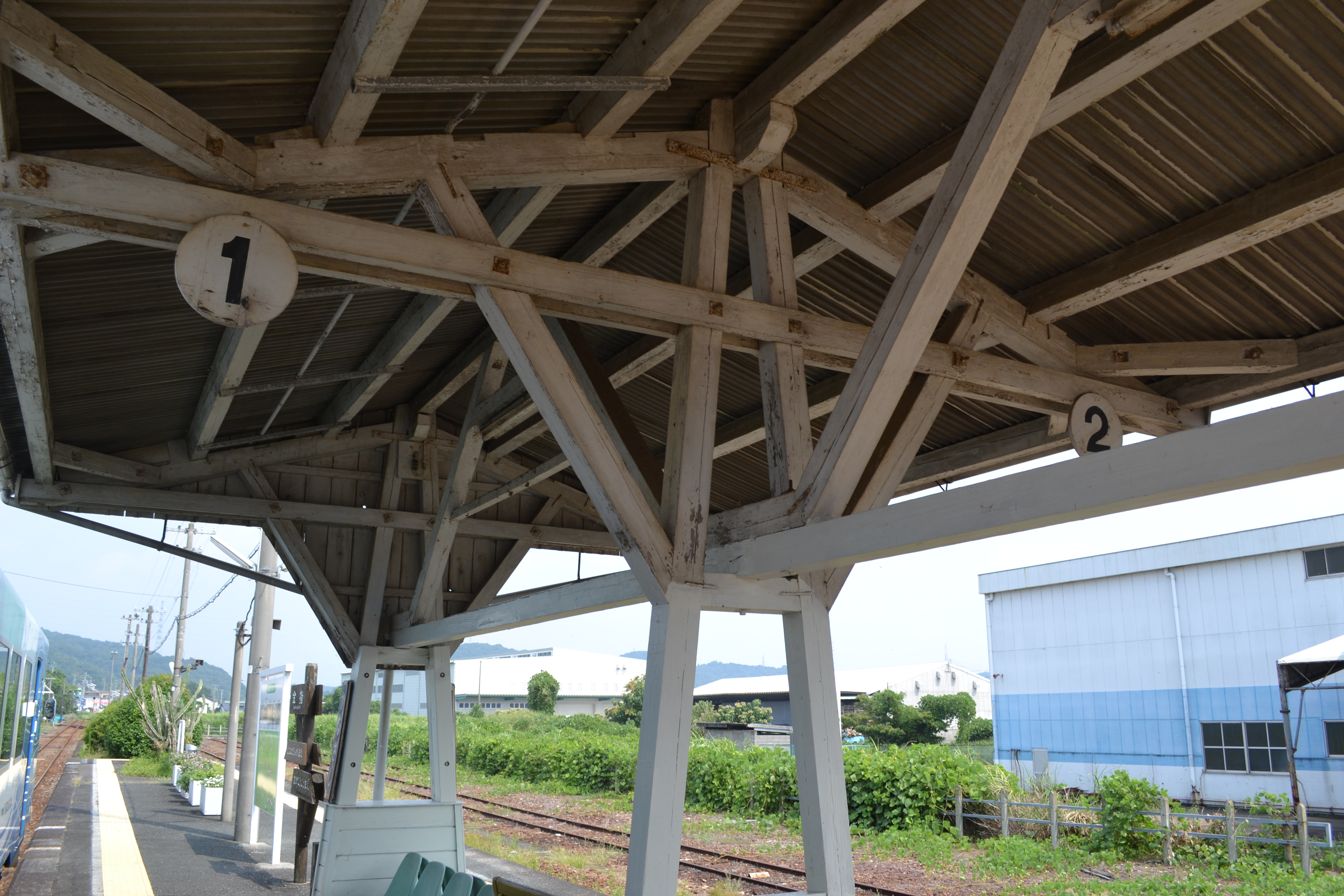
被登錄成為登錄有形文化財的月台上屋

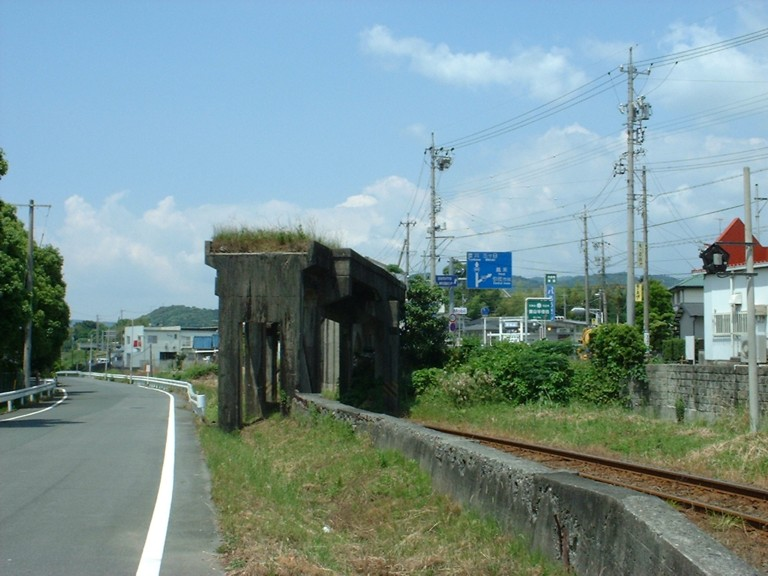
遠鐵奧山線的遺蹟

金指站（日语：／ Kanasashi eki */?）是位於靜岡縣濱松市濱名區引佐町金指1033番2號，天龍濱名湖鐵道的天龍濱名湖線車站。為引佐町內唯一鐵路車站。

## 歷史

### 遠州鐵道
- 1914年（大正3年）11月30日 - 濱松輕便鐵道（後來改名為濱松鐵道）此站至元城站（日语：元城駅）之間開通，此站啟用。
- 1915年（大正4年）12月28日 - 此站至氣賀站（後來為氣賀口站（日语：気賀口駅））之間開通。
- 1947年（昭和22年）5月1日 - 遠州鐵道被濱松鐵道收購合併，成為遠鐵奧山線車站。
- 1964年（昭和39年）11月1日 - 遠鐵奧山線 遠鐵濱松至氣賀口站之間廢止，遠州鐵道車站廢止。

### 天龍濱名湖鐵道
- 1938年（昭和13年）4月1日 - 國鐵二俁西線三日站至此站之間開通，此站啟用。為一般車站。
- 1940年（昭和15年）6月1日 - 二俁西線此站至遠江森站之間開通，並改名為二俁線。
- 1985年（昭和60年）3月14日 - 結束貨物起卸業務。在二俁線內最後許可貨物起卸業務的車站。
  - 在車站內設有專用線連接東南方的JA靜岡經濟連，當時該處設有漏斗車。
  - 在1984年前，車站內設有專用線連接北邊引佐町井伊谷的磐城水泥(後來為住友水泥→住友大阪水泥（日语：住友大阪セメント））濱松工場（工場遺址變為鈴木精密工業→鈴木用品製造）。現時專用線遺留了隧道和橋樑。
- 1987年（昭和62年）3月15日 - 二俁線由天龍濱名湖鐵道接管，成為天龍濱名湖鐵道車站。
- 2011年（平成23年）1月26日 - 高架水箱、上蓋和月台被登錄成為登錄有形文化財[1]。

## 車站構造
本站是地面車站，設有1面2線的島式月台。站房位於月台西北方，南邊設有側線，用作停泊維護路軌車輛，側線連接車站西邊。1964年前車站南邊設有遠州鐵道奧山線（後述）月台。當時設有跨線橋連接。此站設有夜間停泊。此站是有人車站。
位於站内的高架水箱、上蓋和月台於2011年被登錄為國家登錄有形文化財。

### 月台
| 月台 | 路線    | 上下行 | 方向                       | 備註                                        |
| ---- | ------- | ------ | -------------------------- | ------------------------------------------- |
| 1    | ■天濱線 | 上行   | 天龍二俁、遠州森、掛川方向 |                                             |
| 2    | ■天濱線 | 下行   | 三日、新所原方向           | 從金指出發前往新所原的部分班次在1號月台出發 |

## 車站周邊
車站附近為住宅區。
- 富士通將軍濱松事業所
- 史丹利電氣（日语：スタンレー電気）濱松製作所
- 靜岡縣立濱松湖北高等學校（日语：静岡県立浜松湖北高等学校）
- 引佐郵局
- 金指關所趾
- 國道257號（日语：国道257号）
- 國道362號（日语：国道362号）
- 遠鐵巴士（日语：遠州鉄道細江営業所）金指巴士站 「４３ 引佐線」「４４ 伊平線」「４５ 奧山線」
- 濱松市自主運行巴士 稻佐綠巴士（日语：浜松市自主運行バス#いなさみどりバス）
  - 「杜鵑花線（事前登記與預約）」金指站巴士站 - 在竹平巴士站轉乘新城市營巴士（日语：新城市営バス）前往本長篠站
  - 「直虎線」金指站巴士站（事前登記與預約）

## 使用狀況
以下為近年1日平均乘車人次
| 乘車人次變化 | 乘車人次變化      |
| 年度         | 一日平均 乘車人次 |
| ------------ | ----------------- |
| 2008         | 174               |
| 2009         | 146               |
| 2010         | 152               |
| 2011         | 150               |
| 2012         | 168               |
| 2013         | 150               |
| 2014         | 144               |
| 2015         | 325               |
| 2016         | 339               |
| 2017         | 366               |
| 2018         | 359               |

## 相鄰車站
天龍濱名湖鐵道
天龍濱名湖線
常葉大學前－金指－岡地

### 曾經存在的路線
遠州鐵道
奧山線
祝田－金指－岡地

## 注腳
1. 1 2  【文化財を登録有形文化財に登録する件】 (平成23年文部科學省告示第2號) 《官報》 平成23年（2011年）1月26日付 號外、第16號 pp. 46-51
2. ↑  濱松市統計書

## 外部連結
- 金指站 （页面存档备份，存于）（日語） - 天龍濱名湖鐵道株式會社